# Luís Armando Rivera
Luís Armando Rivera González (* 22. Juni 1901 in San Fernando de Monte Cristi; † 16. September 1986 in Santo Domingo) war ein dominikanischer Komponist, Pianist und Geiger.

## Werdegang
Rivera hatte ersten Violin- und Klavierunterricht bei seinem Vater José Luis Rivera. Er setzte seine Ausbildung in Santiago de los Caballeros bei Carlos Manuel García Vila und später als Mitglied des Orchesters des Centro Lírico Ildefonso Arté bei José Ovidio García fort.
Er spielte dann Violine in verschiedenen Zarzuela-, Opern- und Operettenorchestern, war Stummfilmmusiker und trat 1922 mit Juan Francisco García (Trompete), Julio Alberto Hernández (Klavier), Rafael Almanzar (Mandoline) und Susano Polanco (Gesang) in Cabo Haitano auf. Als Mitglied des Trios México Lindo kam er 1930 nach Havanna. Dort wurde er Mitglied des Orquestra Filarmónica de La Habana unter Leitung von Pedro San Juan und besuchte die Klassen für Harmonielehre und Komposition von Amadeo Roldán.
1932 veröffentlichte Rivera sein erstes Liederalbum und veröffentlichte Dulce serenidad, eines seiner berühmtesten Lieder. Er dirigierte am Teatro Nacional de La Habana und arbeitete als Arrangeur, Pianist und Dirigent für Ernesto Lecuonas Orchester. 1937–38 lebte er in Mexiko. Hier entstanden Lieder nach Texten von Manuel Bernal, darunter Jugando y llorando, das von Juan Arvizu gesungen und von Pedro Vargas auf Platte aufgenommen wurde. Seine Musikrevue Pa la Habana me voy wurde vom Radiosender XEW ausgestrahlt.
1939 trat er in Puerto Rico als Pianist mit den Estrellas de Lecuona auf. Nach einer Rückkehr in die Dominikanische Republik wurde ihm der Reisepass entzogen, was seine internationale Laufbahn beendete. 1942 wurde er Direktor der Banda de Música del Distrito de Santo Domingo und Violinlehrer am LIceo Municipal. Als künstlerischer Direktor des Senders La Voz del Yuna dirigierte er ab 1945 das Super Orquesta San José, 1047 wurde er Professor am Conservatorio Nacional de Música.

## Werke
- ‘Poema Indio für Bariton, Erzähler und Orchester
- Intermezzo für Orchester
- Rapsodia Dominicana No.1 für Klavier und Orchester
- Sierra del Bahoruco für Klavier
- Danza en merengue für Klavier
- Fiesta de palos für Klavier
- Siñá Anacleta y Merengueando für Klavier